# Bismuthate de sodium
Le bismuthate de sodium est un  composé inorganique de formule brute NaBiO3. C'est solide jaune marron qui est un fort oxydant. C'est aussi un des rares sels du sodium qui n'est pas soluble dans l'eau. Il est disponible commercialement, mais il peut s'agir en réalité d'un mélange d'oxyde de bismuth(V), de carbonate de sodium et de peroxyde de sodium.

## Structure
Le bismuthate de sodium a une structure de type ilménite, consistant en des sites octaédriques Bi5+ et Na+. La distance moyenne Bi-O vaut 211,6 pm (2,116 Å). Cette structure Ilménite est reliée à la structure corindon (Al2O3) avec une structure en couche fermée d'atomes d'oxygène contenant alternativement des cations Na+ et Bi5+ en sites octaédriques. Le bismuthate de sodium cristallise dans le système trigonal, groupe d'espace R3 (no 148).

## Synthèse et réaction
Le bismuth s'oxyde en Bi(V) avec difficulté en l’absence de métal alcalin. Par exemple, l'oxyde Bi2O5 reste peu caractérisé. La préparation du bismuthate de sodium requiert d'oxyder un mélange de
Bi(III)2O3 et Na2O avec l'air (source de O2) :
Na2O  +  O2  +  Bi2O3   →   2 NaBiO3
Cette réaction est identique à la préparation par oxydation du dioxyde de manganèse avec un alcalin, du manganate de sodium.
Le bismuthate de sodium peut également être préparé par réaction de Bi2O3 avec l'hydroxyde de sodium et du brome :
Bi2O3 + 6 NaOH + 2 Br2  →   2 NaBiO3 + 4 NaBr + 3 H2O
Le bismuthate de sodium oxyde l'eau en se décomposant en oxyde de bismuth(III) et en hydroxyde de sodium :
2 NaBiO3  +   H2O   →   2 NaOH  +   Bi2O3  +   O2
Il se décompose encore plus rapidement en milieu acide.
Comme fort agent oxydant, le bismuthate de sodium convertit virtuellement tous les composés du manganèse en permanganate qui est caractérisé facilement par spectrophotométrie. Ainsi, il constitue un bon réactif pour tester la présence de manganèse, dans le fer et ses minerais, dans les aciers, les alliages, etc. Le bismuthate de sodium peut aussi oxyder des alcools, des phénols et des alcènes.. Il a aussi été utilisé pour la séparation en laboratoire du plutonium, dans le cadre du procédé au phosphate de bismuth[réf. souhaitée].